# Katolička Crkva u Hrvatskoj
Katolička Crkva u Hrvatskoj (lat. Ecclesia Catholica in Croatia) najbrojnija je kršćanska i općenito vjerska zajednica u Hrvatskoj. Dio je sveopće Katoličke Crkve u punom zajedništvu s papom i Rimskom kurijom. Uključuje i Grkokatoličku Crkvu u Hrvatskoj. Djelovanje Katolička Crkve u Hrvatskoj koordinira Hrvatska biskupska konferencija u suradnji s apostolskim nuncijem.

## Povijest
Katoličanstvo je na hrvatskim prostorima prisutno još od apostolskih vremena; tako se Dalmacija spominje u Djelima apostolskim. Za vrijeme rimske vlasti u hrvatskim zemljama razvijala se katolička crkvena hijerarhija.
Katoličanstvo u Hrvata pojavljuje se oko 641., kada su došli u dodir sa Svetom Stolicom po dolasku papina izaslanika opata Martina. O pokrštenju Hrvata nema puno podataka, ali provodilo se između VII. i početka IX. stoljeća. Osim Hrvata, koji čine većinu katolika u Hrvatskoj, zajednice s većinskim ili znatnim udjelom katolika su Mađari, Nijemci, Česi, Slovaci, Talijani i Slovenci. 

## Upravna podjela
Crkva je prostorno podijeljena u 5 nadbiskupija i 17 biskupija koje tvore četiri metropolije: Zagrebačku, Splitsko-makarsku, Đakovačko-osječku i Riječku, dok su samostalna Zadarska nadbiskupija i Vojni ordinarijat izravno podvrgnuti Svetoj Stolici.

## Pravni položaj
U Republici Hrvatskoj Katolička Crkva ima definiran pravni položaj kao autonomna na svom području te joj je omogućeno održavati Katolički vjeronauk u državnim osnovnim i srednjim školama onim učenicima koji ga izaberu (izborni predmet), može osnivati katoličke škole, a omogućena joj je i pastoralna skrb među katoličkim vjernicima u oružanim snagama i redarstvenim službama u vidu Vojnoga ordinarijata. Razmjenom ratifikacijskih instrumenata 9. travnja 1997. stupili su na snagu ugovori između Svete Stolice i Republike Hrvatske:
1. o pravnim pitanjima,
2. o suradnji na području odgoja i kulture i
3. o dušobrižništvu katolika u oružanim snagama i redarstvenim službama.

Prvi apostolski nuncij u Republici Hrvatskoj bio je mons. Giulio Einaudi. Trenutni nuncij je mons. Giorgio Lingua.

## Školstvo
Djeluju katolički bogoslovni fakulteti (KBF) u Zagrebu, Splitu,  Đakovu i Rijeci. U Zagrebu djeluje i Fakultet filozofije i religijskih znanosti pod upravom isusovaca.
Sjemeništa se danas nalaze u Zagrebu (nadbiskupsko i međubiskupijsko), Splitu, Zadru i Sinju.
U Hrvatskoj djeluje 10 katoličkih škola (osnovnih i srednjih) u Rijeci, Zadru, Zagrebu, Šibeniku, Splitu, Dubrovniku i Sinju.

## Crkveni redovi i družbe
U RH danas djeluju različiti crkveni redovi i družbe: franjevci • salezijanci • pavlini • verbiti • benediktinci • ivanovci • karmelićani • isusovci • trapisti • dominikanci. Nekad su djelovali i augustinci.

### Klauzure
Na području Hrvatske djeluje 18 ženskih klauzurnih (zatvorenih) samostana:
- osam benediktinskih (Zadar, Cres, Krk, Šibenik, Trogir, Rab, Pag, Hvar)
- pet karmelićanskih (Brezovica, Marija Bistrica, Kloštar Ivanić, Đakovačka Breznica, Gospić.)
- tri klariška (Zagreb, Požega, Split)
- jedan Sestara Pohoda Marijina (Zagreb)
- jedan Kćeri Srca Isusova (Lasinja)

## Tradicionalni katolici
U Hrvatskoj postoji i zajednica katoličkih tradicionalista, koji pohađaju pretkoncilsku Tridentsku misu na latinskom jeziku. Ohrabrena papinim motuproprijem Summorum Pontificum iz 2007., skupina zagrebačkih vjernika pokreće inicijativu za obnovom tradicionalne mise, na što je Zagrebačka nadbiskupija 2011. imenovala svećenika koji se pastoralno skrbio o zajednici tradicionalista. Bratstvo sv. Pija 2018. pokreće redovni pastoral u Hrvatskoj.

## Statistike

### Popisi stanovništva

#### 2001.
Prema popisu 2001. u Hrvatskoj je bilo 87,97 % katolika.

#### 2011.
Prema podatcima popisa, u Hrvatskoj je bilo 3 697 143 katolika (86,28 %).

## Šport
Pojedine (nad)biskupije imaju pastorale za šport, često povezane s pastoralima mladih. Oni koordiniraju različita športska natjecanja, poput Katoličke malonogometne lige Crkve u Hrvata, ministrantske i krizmaničke nogometne i odbojkaške lige i inih.
Hrvatska svećenička nogometna selekcija predstavlja Hrvatsku na svećeničkim nogometnim natjecanjima.
Među športskim klubovima proisteklima iz katoličkih zajednica ističu se OK Don Bosco Zagreb i KK Bosco Zagreb, oba iz salezijanskih zajednica mladih.

## Vanjske poveznice
- Hrvatska biskupska konferencija